# Sorcières de North Berwick

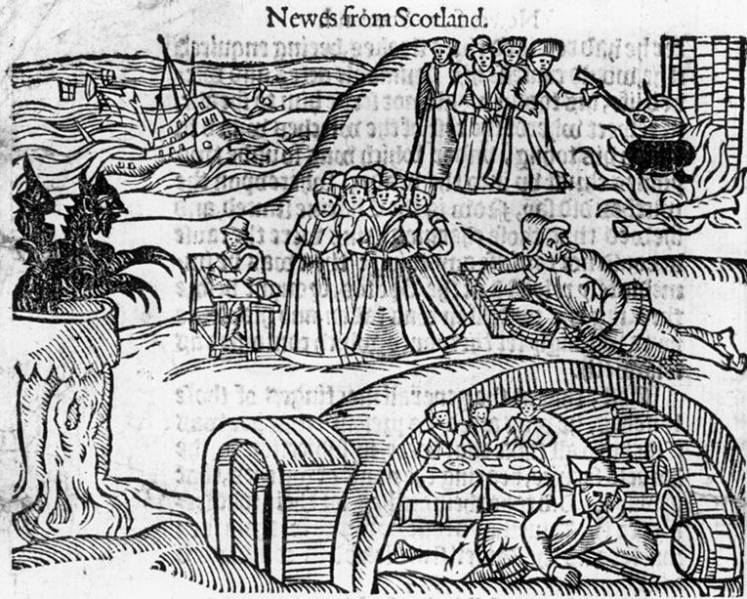
Les sorcières de North Berwick rencontrent le diable dans un kirkyard local, illustration tirée d'un pamphlet contemporain, Newes from Scotland

Les procès des sorcières de North Berwick en 1590 jugèrent un certain nombre d'habitants de la région de l'East Lothian en Écosse, accusés de sorcellerie à la St Andrew's Auld Kirk, une église de North Berwick. Les procès se déroulèrent sur deux ans et concernèrent 70 personnes. Parmi les accusés figurait Francis Stewart (en), conseiller privé, pour une accusation de haute trahison. Les « sorcières » tenaient leur covens au Auld Kirk Green, dans l'actuel port de North Berwick. Les aveux furent obtenus sous la torture.

## Histoire
Ce fut la première chasse aux sorcières en Écosse, qui débuta par une affaire sensationnelle impliquant les maisons royales du Danemark et de l'Écosse. Le roi d'Écosse, Jacques VI prit le bateau pour Copenhague afin d'épouser la princesse Anne, sœur de Christian IV, roi du Danemark. Leur retour fut interrompu par de terribles tempêtes, et ils durent s'abriter en Norvège pendant plusieurs semaines. L'amiral de la flotte d'escorte danoise accusa la femme d'un officiel de Copenhague, qu'il avait insultée, d'avoir provoqué la tempête. Plusieurs nobles écossais furent impliqués, et des procès de sorcellerie se tinrent dans les deux pays.
Rapidement, plus d'une centaine de supposées sorcières furent arrêtées dans North Berwick, dont beaucoup avouèrent sous la torture avoir rencontré le Diable dans l'église la nuit, et s'être consacrées à faire le mal, comme empoisonner le roi et les autres membres de sa maison, ou tenter de faire sombrer le navire du roi. Une des accusés, Agnes Sampson, fut examinée directement par le roi Jacques, dans son palais de Holyrood. Elle fut attachée au mur de sa cellule avec la « bride des sorcières », un instrument en fer avec quatre dents acérées placées dans la bouche, dont deux pressaient contre les joues et deux contre la langue, empêchant tout mouvement de la bouche et toute parole. Après avoir été gardée éveillée et jetée avec une corde autour du cou, elle finit par avouer les 53 chefs d'accusation retenus contre elle. Elle fut finalement étranglée et brûlée.
Près de 2 000 procès de sorcières furent consignés dans les archives écossaises, la plupart entre 1620 et 1680. Selon l'historien Christopher Smout, entre 3 000 et 4 000 personnes convaincues de sorcellerie ont été tuées en Écosse entre 1560 et 1707,.

## Postérité
Le 8 mars 2020, l'écrivaine Zoe Venditozzi et l’avocate Claire Mitchell ont lancé l'action « Witches of Scotland » (sorcières d'Écosse) et un site dédié.
Le 8 mars 2022, à l'occasion de la journée des droits des femmes, la Première ministre écossaise, Nicola Sturgeon, a présenté des excuses officielles « à toutes les personnes accusées, condamnées, calomniées ou exécutées en vertu de la loi de 1563 sur la sorcellerie ». Son gouvernement soutient devant le parlement un projet de loi visant à réhabiliter les victimes.